# Sturge Island
Sturge Island (norska: Sturgeøya) är en ö i Antarktis. Den ligger i havet utanför Östantarktis. Nya Zeeland gör anspråk på området. Arean är 574 kvadratkilometer.
Terrängen på Sturge Island är bergig. Öns högsta punkt är 1 524 meter över havet. Den sträcker sig 45,5 kilometer i nord-sydlig riktning, och 19,4 kilometer i öst-västlig riktning.
På Sturge Island finns uddarna Cape Frances och Freeman.